# Barathranthus
Barathranthus es un género de arbustos perteneciente a la familia Loranthaceae. Comprende 16 especies descritas y de estas, solo 4 aceptadas.

## Taxonomía
El género fue descrito por (Pieter Willem Korthals) Friedrich Anton Wilhelm Miquel y publicado en Flora van Nederlandsch Indië 1(1): 810, 834 en el año 1856.

## Especies aceptadas
A continuación se brinda un listado de las especies del género Barathranthus aceptadas hasta noviembre de 2014, ordenadas alfabéticamente. Para cada una se indica el nombre binomial seguido del autor, abreviado según las convenciones y usos.	
- Barathranthus axanthus (Korth.) Miq.
- Barathranthus mabioides (Thwaites) Danser
- Barathranthus nodiflorus (Thwaites) Tiegh.
- Barathranthus productus (King) Tiegh.